# Gambero Rosso Channel
Gambero Rosso Channel è un canale televisivo tematico italiano edito da Gambero Rosso S.p.A.
È disponibile a pagamento via satellite su Sky Italia.

## Storia
L'emittente nasce nel 1999 con il nome RaiSat Gambero Rosso Channel, in quanto era uno dei canali che RaiSat realizzava in esclusiva per la piattaforma a pagamento satellitare TELE+ Digitale. Fu il primo canale tematico dedicato a trattare di cucina, gastronomia e ricette.
Il 31 luglio 2003, TELE+ Digitale e Stream TV confluiscono in Sky Italia e anche RaiSat Gambero Rosso, come tutti i canali RaiSat, trasloca nella nuova piattaforma.
Il 31 luglio 2009, in occasione della scadenza del contratto tra Rai Sat e Sky Italia, il canale subisce un restyling perdendo il marchio "RaiSat", diventando semplicemente Gambero Rosso.
Dal 1º febbraio 2012 il canale inizia a trasmettere in 16:9 e in alta definizione. Il 28 settembre 2014 si trasferisce al canale 412.
Dal 30 giugno 2020 è visibile anche su Sky Go.
Dall'8 luglio 2020 è visibile anche sul canale 132.
Dal 9 settembre 2020 il canale è visibile esclusivamente in HD sul satellite; tuttavia la versione SD del canale continua ad essere disponibile in streaming su Sky Go.
Il 25 marzo 2021 la versione SD del canale viene chiusa e sostituita dalla versione HD su Sky Go.
Il 1º luglio 2021, in seguito ad una riorganizzazione di alcuni canali Sky, si trasferisce alle numerazioni 133 e 415.
Direttore editoriale del canale, fin dalla nascita, è stato Stefano Bonilli, sostituito nel gennaio 2008 da Guido Barendson. Dal 1999 uno degli autori del canale è Daniele Cernilli.
La voce ufficiale dei promo del canale è del doppiatore Massimo Di Benedetto.

## Personaggi e chef
- Igles Corelli
- Simone Rugiati
- Maurizio Santin
- Laura Ravaioli
- Marco Sabellico
- Francesca Barberini
- Giorgione
- Vito
- Max Mariola
- Ciro Scamardella
- Gianfranco Pascucci
- Andrea Lo Cicero
- Peppe Guida
- Fabrizio Nonis
- Hirohiko Shoda
- Giancarlo Perbellini
- Marcello Ferrarini
- I Mollica's

## Loghi

1º luglio 1999 - 31 luglio 2009
In uso dal 31 luglio 2009